# Mabel Bianco
Mabel Beatriz Bianco (Buenos Aires, 1941) es una médica feminista argentina. Es Coordinadora de la Campaña Internacional 'Las Mujeres No Esperamos. Acabemos con la Violencia y el VIH. YA!'  y coordinadora del Grupo Internacional de Mujeres y el Sida –IAWC-, además preside la Coalición de Mujeres y Sida.
En 1989 fundó la Fundación para Estudio e Investigación de la Mujer (FEIM), una ONG que desarrolla investigaciones, incidencia política, capacitación, y promueve la igualdad y los derechos de las mujeres en Argentina, América Latina y el Caribe y en el mundo.

## Trayectoria
Estudió medicina en la Universidad del Salvador, un máster en Salud Pública en la Universidad del Valle, en Colombia  y la especialidad en Epidemiología y Estadística Médica en la Escuela de Epidemiologia de la Universidad de Londres. 
Fue docente en la Escuela de Salud Pública de la Universidad de Buenos Aires. En 1980 participó en la creación del Centro de investigaciones Epidemiológicas de la Academia Nacional de Medicina y fue Jefa de investigaciones epidemiológicas hasta 1984. En 1983 creó el Programa Mujer, Salud y Desarrollo en el Ministerio de Salud y Acción Social de la Nación. Participó en las conferencias Internacionales de Población y Desarrollo (1994) y de la Mujer en Nairobi (1985) y Beijing (1995).
Durante el 2000-2001 fue Directora del Programa Nacional de Sida del Ministerio de Salud de la Nación y Coordinadora del Proyecto LUSIDA de prevención y atención del VIH /sida, desarrollado por el Ministerio de Salud con el apoyo del BM.
Es miembro de redes sobre DDHH, igualdad de género y salud a nivel nacional, regional y mundial. Miembro electa del Grupo Asesor Regional de la Sociedad Civil de ONU MUJERES 2012/2016. En  2012 creó el Comité de ONGs para CSW de América Latina y el Caribe que copreside. Desde 2013 integra el Grupo Mayor de Mujeres, uno de los 9 grupos reconocidos en ONU de participación de la Sociedad Civil.
En julio de 2016 presentó la experiencia del Grupo Mayor de Mujeres en el monitoreo de la Agenda 2030. Es  fundadora y coordinadora del Observatorio Argentino de Defensoras de Derechos de las Mujeres creado con el objetivo de incluir la perspectiva de género en la agenda del G20 Argentina en el 2018 como parte del W20, el grupo de afinidad de mujeres y también fue designada coordinadora local del Grupo de Trabajo de Género del C20, el grupo de afinidad de la sociedad civil.

## Debate por la Interrupción Voluntaria del Embarazo
El 12 de abril de 2018 Mabel Bianco participó en la segunda jornada de debate por la legalización del Aborto en Argentina en el 2.º plenario de comisiones del Congreso de la Nación manifestando su posición a favor del aborto declarando preferir hablar de coincidencias, no de discordancias. “Gracias a esta discusión nos pusimos de acuerdo en la necesidad de impartir educación sexual (pidió que se haga en todas las provincias) y en el tema de salud reproductiva (hay que facilitar más el acceso)”. “La mujer que muere en un aborto clandestino deja a una familia en banda”.  "Todos y todas queremos que haya menos abortos”, “lo que no compartimos –agregó– es cómo lo queremos lograr y si queremos evitar que haya muertes de mujeres”.

## Reconocimientos
- 2019 Fue distinguida en la categoría "Liderazgo" en la lista 100 Mujeres de la BBC.[24][25]
- 2017  “Premio Mujer distinguida”, otorgado por el Comité de ONG para la CSW -Comisión de la Condición Jurídica y Social de la Mujer- de Naciones Unidas[26][27][28][29]
- 2017  Reconocimiento del Consejo de la Magistratura de la Ciudad Autónoma de Buenos Aires por su extensa trayectoria en pos de la defensa de los derechos de las mujeres[30][31]
- 2013 Premio Dignidad de la APDH y  mención 8 de marzo 'Margarita Ponce' de la Unión de mujeres Argentinas (UMA)[32][33][34][35]
- 2011 fue reconocida como una de las "cien personas comprometidas con las mujeres del mundo" por Women Deliver y fue elegida como una de las "150 mujeres que mueven el mundo", por la revista internacional Newsweek junto a The Daily Beast[36]
- 2005 recibió el Premio Nacional de Mujeres Destacadas de la Salud, Categoría Social, del Ministerios de Salud y Medio Ambiente de la Nación[37]
- 1998 Premio Trébol de Plata otorgado por la Rueda Femenina del Rotary Club Internacional como "Mujer del Año de las Ciencias[38]